# Chémery-sur-Bar
Chémery-sur-Bar är en kommun i departementet Ardennes i regionen Grand Est (tidigare regionen Champagne-Ardenne) i nordöstra Frankrike. Kommunen ligger  i kantonen Raucourt-et-Flaba som ligger i arrondissementet Sedan. År 2018 hade Chémery-sur-Bar 441 invånare.

## Befolkningsutveckling
Antalet invånare i kommunen Chémery-sur-Bar
Referens: INSEE